# 仙台糒
仙台糒（せんだいほしいい）は、日本の江戸時代に仙台藩で作られた糒である。江戸時代には仙台の特産品の一つとして知られ、明治・大正までは作られていたが、その後絶えた。
慶長年間（1598年 - 1615年）に、仙台藩初代の伊達政宗が、兵糧にするため、道明寺糒を参考に上方の技術を導入して作らせたのが始まりである。製造は5か所で、立町の夏井藤兵衛、国分町の白河才兵衛、木町の酒井五郎右衛門、新伝馬町の伊藤虎之助、そして近郊の小田原村の松原庄右衛門であった。仙台の糒は上質をもって知られ、伊達家が幕府や朝廷に献上した。水を飲むとき一緒に食べると下痢にならないとも言われた。糒は藩に納められたほか、市販もされた。道明寺糒が粉になって道明寺粉という菓子の素材になったように、仙台糒も粉にして菓子の原料に用いられた。
仙台の人々は、仙台糒を道明寺糒と呼び、特に区別しないことがあった。大正の頃に立町1丁目にあった夏井源兵衛の店の看板には「道明寺御糒製造所」とあって、仙台糒の名を前面に出していなかった。
廃藩後は軍糧としての需要がなくなり、最後は夏井家のみとなった。その後夏井家の糒製造も途絶えている。
仙台駄菓子には糒に黒砂糖や飴を混ぜて巻物型にし、外を黄粉で覆って薄く輪切りにした『干切』という菓子があり、現在も作られている。